# 기가정
게가정, 기가정(気賀町)은 시즈오카현의 서부, 이나사군에 속했있던 정이다. 

## 역사
- 1889년 4월 1일 - 정촌제 시행에 의해 이나사군 기가정이 성립하였다.
- 1937년 7월 8일 - 게가정(けがちょう)에서 기가정(きがちょう)으로 개칭되었다.
- 1955년 4월 1일 - 나카가와촌과 합병해, 호소에정이 성립하여, 동일 기가정은 폐지되었다.
- 2005년 7월 1일 - 하마마쓰시에 편입되었다.
- 2007년 4월 1일 - 하마마쓰시가 정령지정도시로 승격되어, 구 정지역이 기타구가 되었고, 호소에정 게가에 구청이 설치되었다.
- 2024년 1월 1일 - 하마마쓰시의 행정구역 재편으로 구 정지역이 하마나구가 되었고, 기타구청이 하마나구청 기타행정센터가 되었다.

## 교통

### 철도
- 일본국유철도
  - 후타마타선(현 텐류하마나코 철도 텐류하마나코선)

### 도로
- 엔슈 가도 
  - 오쿠야마선

현재 구 촌내을 관통하는 국도 362호선은 합병 후 1975년 제정되었다.

## 교육기관
- 게가정립 니시케가 초등학교(현 하마마츠시립 니시케가 초등학교)
- 게가정립 케가 초등학교(현 하마마츠시립 게가 초등학교)
- 게가정립 이메초등학교(현 하마마츠시립 이메초등학교)

## 참고문헌
- 角川日本地名大辞典 22 静岡県